# 27 febbraio
Il 27 febbraio è il 58º giorno del calendario gregoriano. Mancano 307 giorni alla fine dell'anno (308 negli anni bisestili).

## Eventi
- 380 – Editto di Tessalonica, con cui l'imperatore d'Oriente Teodosio I e gli imperatori d'Occidente Graziano e Valentiniano II dichiarano la religione cristiana l'unico culto ammesso all'interno dell'Impero romano;
- 425 – Fondazione dell'Università di Costantinopoli da parte dell'imperatore Teodosio II e di sua moglie Elia Eudocia;
- 1511 – Friuli: rivolta del Crudele giovedì grasso (Crudel Joibe Grasse in friulano);
- 1593 – Giordano Bruno è incarcerato nel palazzo del Sant'Uffizio a Roma;
- 1594 – Enrico IV di Francia viene incoronato a Notre-Dame;
- 1700 – Viene scoperta l'Isola Nuova Britannia;
- 1821 – A Parigi il ministro Corbière emana le Ordinanze, che parificano le scuole ecclesiastiche e introducono un potere di sorveglianza dei vescovi per «quel che concerne la religione»;
- 1844 – La Repubblica Dominicana riconquista la libertà dopo la dominazione haitiana;
- 1870 – La bandiera del Giappone viene usata per la prima volta su alcune navi mercantili;
- 1898 – Giorgio I di Grecia scampa a un attentato;
- 1900 – Viene fondato il Partito Laburista;
- 1912 – Guerra italo-turca: le forze italiane occupano El-Mergèb;
- 1933 – Incendio del Reichstag: l'edificio del parlamento tedesco a Berlino, il Reichstag, viene incendiato;
- 1936 – Guerra d'Etiopia: inizia la seconda battaglia del Tembien;
- 1940 – Viene scoperto il carbonio-14, un isotopo radioattivo del carbonio;
- 1951 – Viene ratificato il XXI emendamento della Costituzione degli Stati Uniti d'America che limita a due i mandati presidenziali per un singolo soggetto;
- 1976 – Il Sahara Occidentale dichiara l'indipendenza;
- 1990 – Lettonia: viene ripristinata la bandiera lettone in uso prima dell'annessione all'URSS;
- 1991 – Guerra del Golfo: il presidente statunitense George H. W. Bush annuncia che il Kuwait è stato liberato;
- 1994 – Si chiudono a Lillehammer, in Norvegia, i XVII Giochi olimpici invernali;
- 1996 – Debutta in Giappone il videogioco Pokémon con i primi due episodi Pokémon Versione Rossa e Pokémon Versione Blu sviluppati da Nintendo;
- 2003 – A Roma, nella Basilica di San Giovanni in Laterano, si celebrano i funerali solenni di Alberto Sordi;
- 2010 – Il Cile è colpito da un terremoto di magnitudo 8.8 Mw che uccide oltre 500 persone;
- 2015 – Viene assassinato il politico russo Boris Nemcov.

## Nati
Ci sono circa 1 150 voci su persone nate il 27 febbraio; vedi la pagina Nati il 27 febbraio per un elenco descrittivo o la categoria Nati il 27 febbraio per un indice alfabetico.

## Morti
Ci sono circa 510 voci su persone morte il 27 febbraio; vedi la pagina Morti il 27 febbraio per un elenco descrittivo o la categoria Morti il 27 febbraio per un indice alfabetico.

## Feste e ricorrenze

### Civili
Nazionali:
- Repubblica Dominicana – Festa nazionale

### Religiose
Cristianesimo:
- San Gregorio di Narek, abate e dottore della Chiesa armena
- Sant'Alnoto da Stowe, eremita e martire
- Sant'Anna Line, martire
- San Baldomero di Lione, suddiacono
- San Basilio monaco
- San Besas, martire
- San Gabriele dell'Addolorata, religioso
- San George Herbert, poeta e prete (Chiesa anglicana)
- San Giovanni di Gorze, abate
- Santi Giuliano ed Euno, martiri
- Sant'Onorina di Graville, martire
- San Procopio il Decapolita, confessore (Chiesa ortodossa)
- Beato Emanuele di Cremona, vescovo
- Beata Francinaina Cirer Carbonell (Francesca Anna della Vergine Addolorata), fondatrice delle Suore di carità di San Vincenzo de' Paoli
- Beato Giacomo de Valois, mercedario
- Beato Guglielmo Richardson, sacerdote e martire
- Beato Marco Barkworth, sacerdote benedettino, martire
- Beata Maria Josefa Karolina Brader (Maria Carità dello Spirito Santo), fondatrice delle Suore francescane di Maria Immacolata
- Beata Maria di Gesù Deluil-Martiny, fondatrice delle Figlie del Cuore di Gesù
- Beato Ruggero Filcock, sacerdote gesuita, martire

Religione romana antica e moderna:
- Equirria Marti

Wicca:
- 2006 – Luna del ghiaccio